# 더러운 손
더러운 손 원칙(unclean hand doctrine)은 영미 형평법상의 원칙으로 불공정행위를 할 경우 집행불능이라는 원칙이다. 형평은 깨끗한 손으로 와야한다는 법격언으로 표현된다.

## 판례
미국 Rambus사와 Infineon사의 특허침해소송에서 Rambus사가 대량의 서류를 소각했다는 증거에 근거하여 연방지방법원은 더러워진 손 논리에 의해 Rambus사는 특허침해를 주장할 수 없다고 판결하였다.

## 같이 보기
- 권리남용 금지의 원칙
- 금반언
- 소멸시효
- 권리행사의 태만
- 대한민국 민법 제2조
- 신의성실의 원칙
- 사정변경